# Goodwill Games 1994/Wasserspringen
Bei den Goodwill Games 1994 in Sankt Petersburg wurden sechs Wettbewerbe im Wasserspringen ausgetragen, jeweils drei für Männer und Frauen.

## Ergebnisse

### Männer

#### Kunstspringen 1 m
| Platz | Athlet            | Land                | Punkte |
| ----- | ----------------- | ------------------- | ------ |
| 1     | Chen Sheng        | Volksrepublik China | 397,08 |
| 2     | Andrej Semenjuk   | Belarus             | 358,92 |
| 3     | Kevin McMahon     | Vereinigte Staaten  | 357,66 |
| 4     | Brian Earley      | Vereinigte Staaten  | 343,47 |
| 5     | Liu Ben           | Volksrepublik China | 331,68 |
| 6     | Andrei Kustov     | Russland            | 330,30 |
| 7     | Viktor Rybushkin  | Russland            | 330,06 |
| 8     | Peter Böhler      | Deutschland         | 299,52 |
| 9     | Gilles Dousse     | Frankreich          | 297,12 |
| 10    | Philippe Comtois  | Kanada              | 286,44 |
| 11    | Damir Achmetbekow | Kasachstan          | 254,88 |

#### Kunstspringen 3 m
| Platz | Athlet                | Land                | Punkte |
| ----- | --------------------- | ------------------- | ------ |
| 1     | Dmitri Sautin         | Russland            | 653,16 |
| 2     | Chen Sheng            | Volksrepublik China | 611,25 |
| 3     | Jan Hempel            | Deutschland         | 604,80 |
| 4     | Konstantin Shapovalov | Russland            | 602,13 |
| 5     | Scott Donie           | Vereinigte Staaten  | 600,63 |
| 6     | Fernando Platas       | Mexiko              | 581,43 |
| 7     | Patrick Jeffrey       | Vereinigte Staaten  | 573,09 |
| 8     | Peter Böhler          | Deutschland         | 571,77 |
| 9     | Huang Wen             | Volksrepublik China | 562,08 |
| 10    | Gilles Dousse         | Frankreich          | 523,26 |
| 11    | Philippe Comtois      | Kanada              | 518,07 |
| 12    | Tony Revitt           | Kanada              | 487,74 |

#### Turmspringen 10 m
| Platz | Athlet               | Land                | Punkte |
| ----- | -------------------- | ------------------- | ------ |
| 1     | Wladimir Timoschinin | Russland            | 599,01 |
| 2     | Wang Feng            | Volksrepublik China | 592,83 |
| 3     | Xu Hao               | Volksrepublik China | 570,39 |
| 4     | Jan Hempel           | Deutschland         | 562,41 |
| 5     | Dmitri Sautin        | Russland            | 560,91 |
| 6     | Fernando Platas      | Mexiko              | 526,26 |
| 7     | Russell Bertram      | Vereinigte Staaten  | 525,33 |
| 8     | Patrick Jeffrey      | Vereinigte Staaten  | 489,21 |
| 9     | Damir Achmetbekow    | Kasachstan          | 483,24 |
| 10    | Tony Revitt          | Kanada              | 480,45 |

### Frauen

#### Kunstspringen 1 m
| Platz | Athlet             | Land                | Punkte |
| ----- | ------------------ | ------------------- | ------ |
| 1     | Chen Lixia         | Volksrepublik China | 270,36 |
| 2     | Lu Haisong         | Volksrepublik China | 261,06 |
| 3     | Wera Iljina        | Russland            | 258,06 |
| 4     | Julija Pachalina   | Russland            | 251,76 |
| 5     | Simona Koch        | Deutschland         | 251,70 |
| 6     | Conny Schmalfuß    | Deutschland         | 242,10 |
| 7     | Melissa Moses      | Vereinigte Staaten  | 234,78 |
| 8     | Eryn Bulmer        | Kanada              | 231,93 |
| 9     | María Elena Romero | Mexiko              | 231,60 |
| 10    | Natalya Chikina    | Kasachstan          | 224,28 |
| 11    | Mary Ellen Clark   | Vereinigte Staaten  | 215,76 |

#### Kunstspringen 3 m
| Platz | Athlet             | Land                | Punkte |
| ----- | ------------------ | ------------------- | ------ |
| 1     | Wera Iljina        | Russland            | 524,64 |
| 2     | Julija Pachalina   | Russland            | 471,87 |
| 3     | Chen Lixia         | Volksrepublik China | 471,06 |
| 4     | Mary Ellen Clark   | Vereinigte Staaten  | 471,00 |
| 5     | Simona Koch        | Deutschland         | 466,20 |
| 6     | Claudia Bockner    | Deutschland         | 442,95 |
| 7     | Irina Wygusowa     | Kasachstan          | 441,42 |
| 8     | Lu Haisong         | Volksrepublik China | 441,15 |
| 9     | Eryn Bulmer        | Kanada              | 430,02 |
| 10    | María Elena Romero | Mexiko              | 418,86 |
| 11    | Cheril Santini     | Vereinigte Staaten  | 414,21 |

#### Turmspringen 10 m
| Platz | Athlet               | Land                | Punkte |
| ----- | -------------------- | ------------------- | ------ |
| 1     | Min Xiong            | Volksrepublik China | 429,27 |
| 2     | Mary Ellen Clark     | Vereinigte Staaten  | 395,61 |
| 3     | Deng Yong            | Volksrepublik China | 392,22 |
| 4     | Alla Tarassowa       | Russland            | 380,64 |
| 5     | Megan Gordon         | Kanada              | 372,78 |
| 6     | Natalya Chikina      | Kasachstan          | 364,62 |
| 7     | Conny Schmalfuß      | Deutschland         | 358,11 |
| 8     | Sherry Wigginton     | Vereinigte Staaten  | 356,64 |
| 9     | Svetlana Timoshinina | Russland            | 351,27 |

## Medaillenspiegel Wasserspringen
| Medaillenspiegel Wasserspringen | Medaillenspiegel Wasserspringen | Medaillenspiegel Wasserspringen | Medaillenspiegel Wasserspringen | Medaillenspiegel Wasserspringen | Medaillenspiegel Wasserspringen |
| Platz                           | Land                            | G                               | S                               | B                               | Gesamt                          |
| ------------------------------- | ------------------------------- | ------------------------------- | ------------------------------- | ------------------------------- | ------------------------------- |
| 1                               | Volksrepublik China             | 3                               | 3                               | 3                               | 9                               |
| 2                               | Russland                        | 3                               | 1                               | 1                               | 5                               |
| 3                               | Vereinigte Staaten              | –                               | 1                               | 1                               | 2                               |
| 4                               | Belarus                         | –                               | 1                               | –                               | 1                               |
| 5                               | Deutschland                     | –                               | –                               | 1                               | 1                               |